# Aba, Nigeria
Aba este un oraș situat în sud-estul Nigeriei (Imo), la nord de Port Harcourt. Populația curentă a orașului este de 966.001. Este un centru industrial pentru țesături de bumbac, săpun și bere.